# Bohéma (seriál)
Bohéma je česká šestidílná televizní minisérie režiséra Roberta Sedláčka o osudech filmových hvězd první republiky za druhé světové války a po ní, přesněji mezi lety 1938–1953. První díl byl odvysílán Českou televizí 15. ledna 2017, poslední šestý díl pak 19. února téhož roku. Už první díl sledovalo přes jeden milion diváků, někteří historici a příbuzní zobrazených postav ale poukazovali na některé nepřesnosti.

## Výroba
Natáčení probíhá v Divadle ABC, v barrandovských ateliérech a na dalších místech Prahy, v Mladé Boleslavi či v Plzni. Scénář napsala spisovatelka Tereza Brdečková, která byla inspirována osudy a zkušenostmi svého otce Jiřího Brdečky, který byl během 2. světové války tiskovým referentem Lucernafilmu.

## Příběh
Srpen 1968. Někdejší dramaturg a asistent produkce Arnošt Žák (Ondřej Pavelka) sleduje na ulici tanky, které přijíždějí do Prahy. Na návštěvu přijde jeho dcera Alena (Anette Nesvadbová). V retrospěktivě a vzpomínkách se vrací do 30. let, kdy působil ve Filmovém studiu Barrandov. Ty prožívají své nejúspěšnější období a rozkvět. Filmový producent Miloš Havel (Jaroslav Plesl) společně s režiséry Otakarem Vávrou, Martinem Fričem, Františkem Čápem a Václavem Binovcem natáčejí své nejlepší filmy. Filmové hvězdy Oldřich Nový, Vlasta Burian, Adina Mandlová nebo Jaroslav Marvan přecházejí z role do role. Doba si však žádá své – nad Československem se schyluje k Mnichovské dohodě a česká kinematografie poprvé zažívá výraznou zkoušku charakterů.
Mladý Arnošt (Michal Balcar) je zamilovaný do talentované a žádané Lili Kralové (Judit Pecháček), herečky německého původu, která se však hrdě hlásí k Čechům. Na Barrandově se usídlí ambiciózní Willy Söhnel (Jan Hájek), který začíná rozhodovat o připravovaných filmech i osudech jednotlivých osobností. Žena Oldřicha Nového je židovka, Václav Binovec se přidává na stranu arizátorů a Miloš Havel s ředitelem Vlastou Burianem (Vladimír Javorský) začínají kličkovat a nenápadně zachraňovat ty, kteří to potřebují. Burian je postaven před úkol natočit rozhlasový skeč namířený proti Janu Masarykovi. Lili Králová se stane Söhnelovou múzou a později i milenkou a snaží se pomoci svým nejbližším. Zároveň si však dopřává luxusu, který jí život ve stínu správce nacifikované kinematografie nabízí. Její protekce pomůže Arnoštovi získat pozici na tiskovém oddělení, kde sleduje postupnou proměnu celého výrobního systému a osudy lidí.
Seriál nás zavádí do natáčení takových filmů, jako je Kristián, Přednosta stanice, Hotel Modrá hvězda, Maryša, Městečko na dlani nebo přípravu velkofilmu Kníže Václav, který nikdy nevznikl.

## Obsazení
| Michal Balcar              | dramaturg Arnošt v mládí |
| Ondřej Pavelka             | dramaturg Arnošt starší  |
| David Novotný              | Jaroslav Marvan          |
| Vladimír Javorský          | Vlasta Burian            |
| Saša Rašilov mladší        | Oldřich Nový             |
| Adéla Petřeková            | Adina Mandlová           |
| Michal Dlouhý              | Zdeněk Štěpánek          |
| Petr Stach                 | Martin Frič              |
| Jaroslav Plesl             | Miloš Havel              |
| Pavel Batěk                | Otakar Vávra             |
| Petr Jeništa               | Václav Binovec           |
| Gabriela Míčová            | Nina Burianová           |
| Gabriela Mikulková         | Alice Nová               |
| Lenka Vlasáková            | Elena Hálková            |
| Václav Jiráček             | Jiří Weiss               |
| Judit Bárdos               | Lili Krallová            |
| Jan Hájek                  | Willy Söhnel             |
| Rostislav Novák            | František Čáp            |
| Vladimír Polívka           | Oldřich Papež            |
| Annette Nesvadbová         | Arnoštova dcera          |
| Petra Jungmanová           | Eliška Novotná           |
| Jan Novotný                | Emil Vokolek             |
| Zdeněk Tyc                 | Vladislav Vančura        |
| Jiří Dědeček               | Karel Hašler             |
| Tomáš Milostný             | Jan Drda                 |
| Martin Finger              | Josef Opluštil           |
| Aleš Procházka             | Karel Feix               |
| Martin Myšička             | Vladislav Čaloun         |
| Renata Visnerová-Prokopová | Anna Letenská            |
| Vilém Udatný               | Karel Höger              |
| Jiří Racek                 | Julius Fučík             |
| Aleš Bílík                 | Dušan Hubáček            |
| Jiří Ployhar               | Martin Bouchal           |
| Tomáš Pavelka              | Jan Roth                 |
| Filip Čapka                | osvětlovač               |
| Karel Dobrý                | Václav Kopecký           |
| Jiří Čapka                 | Emil Hácha               |
| Tomáš Racek                | Vítězslav Nezval         |
| Marek Pospíchal            | Elmar Klos               |

## Seznam dílů
| Č. | Název                     | Režie           | Scénář           | Premiéra na ČT1 | Sledovanost |
| -- | ------------------------- | --------------- | ---------------- | --------------- | ----------- |
| 1  | Snad to nebude tak hrozné | Robert Sedláček | Tereza Brdečková | 15. ledna 2017  | 1,107       |
| 2  | Past na svědomí           | Robert Sedláček | Tereza Brdečková | 22. ledna 2017  | 0,979       |
| 3  | Krev, půda a strach       | Robert Sedláček | Tereza Brdečková | 29. ledna 2017  | 0,809       |
| 4  | A přece se točí           | Robert Sedláček | Tereza Brdečková | 5. února 2017   | 0,797       |
| 5  | Vyhrát za každou cenu     | Robert Sedláček | Tereza Brdečková | 12. února 2017  | 0,763       |
| 6  | Dvojí tváře               | Robert Sedláček | Tereza Brdečková | 19. února 2017  | 0,812       |

## Recenze
- Pavel Koutský, Mediahub.cz
- Mirka Spáčilová, iDNES.cz